# Mielichhoferia cratericola
Mielichhoferia cratericola là một loài rêu trong họ Bryaceae. Loài này được Broth. mô tả khoa học đầu tiên năm 1910.